# Hard Candy
Hard Candy (срп. Тврда бомбона) једанаести је студијски албум поп певачице Мадоне, који је изашао 29. априла 2008. године, у издању Warner Bros. Records. То је последњи Мадонин албум за ту издавачку кућу, док је компилација највећих хитова изашла 2009.

## Наслов албума
Разни фан-сајтови месецима су ширили неколико наводних наслова - као најактивнији дуго је био Give It to Me, за који је и сама Мадона изјавила да је могућ на забави преслушавања албума у децембру, а и једна од песама се тако зове. Други "прави" наслови били су и Madame, Society, Candy Shop, Odyssey, Connextion и Blackstar. Ни за један од ових наслова није постојао валидан извор, већ су сви били само гласине, осим можда за наслов Candy Shop, јер постоји и истоимена песма на албуму, чија демо верзија је процурела у јулу 2007. У децембру 2007. године, емисија радија Sirius Satellite Radio под називом "OutQ" је објавила као званични наслов албума Licorice на основу лажног омота који је начинио један фан. Ова вест се брзо проширила медијима, па је Мадонин публициста Лиз Розенберг морала да оповргне гласине.
Ипак, званични наслов Hard Candy потврђен је након вишемесечних спекулација 26. фебруара 2008. на Мадонином званичном сајту, што су убрзо пренели сви водећи медији.

## Датум издавања
Тренутне новости кажу да је датум издавања 29. април 2008. (за САД) и 28. април 2008. (за УК и остатак света). Ипак, Мадонин публициста Лиз Розенберг раније је у оповргавању наслова албума изјавила како би он могао да изађе негде у марту 2008., и још да је крај априла "погрешан".

## Сарадници и музички правац
У поређењу са претходним Мадониним албумима, велики број сарадника циркулише медијима. Њихов удео у продукцији је непознат, и варираће по питању продукције, ауторства песама и вокала. Непознато је да ли су сви они продуцирали готове песме, као и да ли ће се оне наћи на албуму.
Наводни сарадници су Дејнџа, Фарел Вилијамс (чије су две песме већ процуреле на Интернет, и чија песма Hey You је била бесплатни даунлоуд сингл), Тимбеленд, Џастин Тимберлејк, , Свиз Битс, Шон Герет, Ејкон, Кенје Вест и Марк Стент
Албум ће највероватније имати изразиту хип-хоп атмосферу. Продуцент албума Confessions on a Dance Floor Стјуарт Прајс изјавио је да неће сарађивати са њом на новом албуму и да ће сам албум имати више urban призвук. Извор часописа The Sun изјавио је: "Није баш све хип-хоп, ту је много продуцената и много различитих жанрова. То би могао да буде њен најамбициознији пројекат досад."
Тимбеленд је у интервјуу изјавио да је то више као "Holiday у R&B маниру". У интервјуу за часопис Hollywood Daily People, Џастин Тимберлејк је рекао: "То је R&B/поп/денс плоча, али је то још увек Мадона... Пар пута сам је повео у правцу где је требало мало више времена да се нађемо. Њен став је био 'Па, отприлике нисам то досад радила', а ја сам био у фазону 'Да, зато то треба и да урадиш'".

## Списак песама
| #   | Име | Трајање |
| --- | --- | ------- |
| 1.  | Аутори: Мадона, Фарел Вилијамс, Продуценти: Мадона и The Neptunes                                                               | 4:16    |
| 2.  | Аутори: Мадона, Тим Мосли, Џастин Тимберлејк, Нејт Хилс Продуценти: Тимбаланд, Џастин Тимберлејк, Данџа                         | 4:04    |
| 3.  | Аутори: Мадона, Фарел Вилијамс, Продуценти: Мадона и The Neptunes                                                               | 4:48    |
| 4.  | Аутори: Мадона, Фарел Вилијамс, Продуценти: Мадона и The Neptunes                                                               | 4:04    |
| 5.  | Аутори: Мадона, Тим Мосли, Џастин Тимберлејк, Нејт Хилс Продуценти: Тимбаланд, Џастин Тимберлејк, Данџа                         | 4:59    |
| 6.  | Аутори: Мадона, Фарел Вилијамс, Продуценти: Мадона и The Neptunes                                                               | 6:05    |
| 7.  | Аутори: Мадона, Фарел Вилијамс, Продуценти: Мадона и The Neptunes                                                               | 4:22    |
| 8.  | Аутори: Мадона, Фарел Вилијамс, Кање Вест, Продуценти: Мадона и The Neptunes                                                    | 4:27    |
| 9.  | Аутори: Мадона, Тим Мосли, Џастин Тимберлејк, Хенон Лејн Продуценти: Тимбаланд, Џастин Тимберлејк, Хенон Лејн, Демо Кастелон    | 5:03    |
| 10. | Аутори: Мадона, Фарел Вилијамс, Продуценти: Мадона и The Neptunes                                                               | 3:38    |
| 11. | Аутори: Мадона, Тим Мосли, Џастин Тимберлејк, Нејт Хилс, Џо Хенри Продуценти: Тимбаланд, Џастин Тимберлејк, Данџа               | 5:09    |
| 12. | Аутори: Мадона, Тим Мосли, Џастин Тимберлејк, Нејт Хилс, Хенон Лејн Продуценти: Тимбаланд, Џастин Тимберлејк, Данџа, Хенон Лејн | 3:40    |